# Literatura baixkir
Literatura baixkir és la literatura feta en llengua baixkir principalment a Baixkortostan.

El primer testimoni fou l'èpica Kubaïr difosa pels sessen, poetes i improvisadors. Durant els segles XIV i XV es compongueren nombrosos bait en baixkir i es van fer famosos els saasaani (narradors) com Salavat Iulàiev, Gali Sokri, T. Yalsygul, S. Y Zaki i G. Salijov.
En el segle xix destacà Afzal Tagirov (1887-1938), i en el període revolucionari també fou important Saikhzada Babitx (1895-1919), considerat un dels fundadors de la literatura nacional baixkir.
Durant el període soviètic es desenvolupà una literatura nacional, que tingué com a exponents Sagit Agish (1905); Anver Biktxentajev (1913); Zainab Bijsheva (1900); Khadija Davletxina (1905-1954), amb Aibake (1935) i Irgiz (1957); Saliam Galimov (1911-1939); Rashit Nigmati (1909-1959); Saifi Kudaixhev (1894-?); Akram Valejev (1905-1963); Bajazit Bikbai (1909-1968); Imamutdin Nasyri (1898-1942), Saliakh Kulibai (1910) amb Tau Yïri (Cançó de muntanya, 1965); Khabibulla Ibragimov (1894-1959); Khanif Karim (1900-1938) traductor al baixkir de Puixkin i Xevtxenko; Bulat Ishemgulov (1900-1938), el poeta D. Jultyï (1893-1938), el dramaturg S. Miftakhov (1907-1942); Mustai Karim (1919); Ali Magovetovitx Karnai (1904-1943) amb la novel·la Ishimbai (1935) asobre la col·lectivització; i Akhniaf Kirejev Kirei Mergen (1912) amb Karaidel (1949) novel·la sobre els baixkirs i la Segona Guerra Mundial.